# Glaciar Blanco
| Glaciar Blanco                          | Glaciar Blanco                                                 |
| --------------------------------------- | -------------------------------------------------------------- |
| El Glaciar Blanco y el Barre des Écrins |                                                                |
| Ubicación                               | Altos Alpes, Francia                                           |
| Gama                                    | Pelvoux, Alpes Occidentales                                    |
| Tipo de glaciar                         | Glaciar de valle                                               |
| Longitud                                | 5.9 km (2002)                                                  |
| Área                                    | 5.34 km² (2002)                                                |
| Profundidad de hielo                    | Hasta 250 m (2005)                                             |
| Altura                                  | 2,400 m a 4,015 m (Dôme de Neige)                              |
| Ubicación geográfica                    | 44°56′29″N 6°22′50″E / 44.94139, 6.38056 / / 44.94139; 6.38056 |
| Glaciar Blanco (Alpes)                  |                                                                |

El glaciar Blanco es un glaciar en el departamento francés  de Altos Alpes. Su nombre deriva del hecho de que - a diferencia del cercano glaciar Negro  - su superficie aparece  blanca debido a la ausencia de restos morrénicos.
Un glaciar que está en gran parte libre de tales morrenas se describe generalmente en francés como un glaciar blanco.

## Geografía

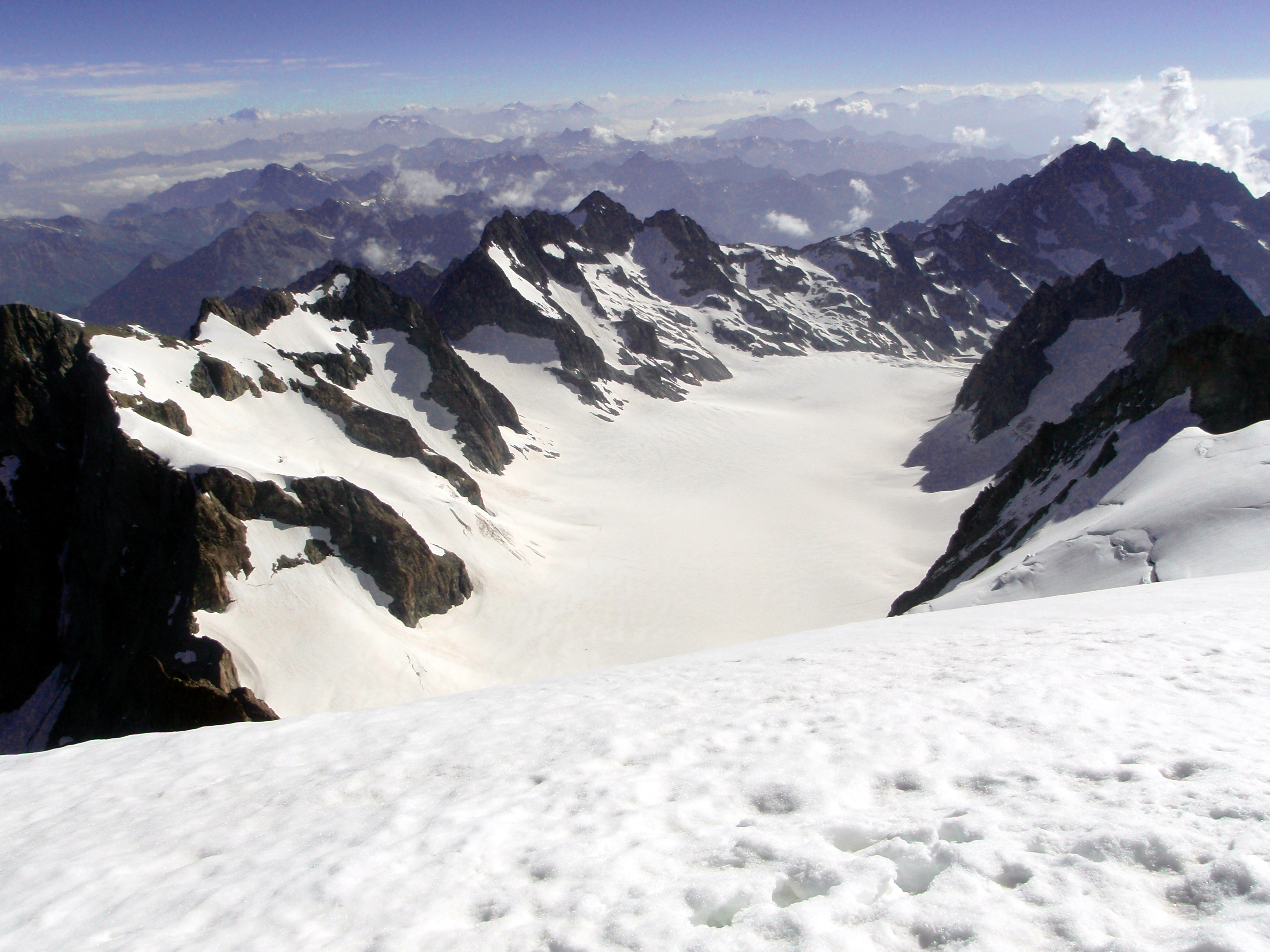
El glaciar Blanco visto desde el Dôme de Neige des Écrins (4,015 m)

El Glaciar Blanc empieza en las laderas norte del Barre des Écrins, (4.102) m de alto, el pico más al suroeste de los cuatro mil de los Alpes. Está separado del glaciar Negro al  sur por la cresta de Crête de l'Encoula, que va desde la Barre des Écrins hasta la Pointe du Serre Subeyran. La parte superior del glaciar se llama a veces el glaciar de l'Enc (o) ula después de esta cresta; en varios mapas antiguos este nombre se utiliza para todo el glaciar
Con su lengua de 5,9 km de longitud (en 2002), el glacier Blanco es el glaciar más largo del Macizo des Écrins y el más grande de los Alpes franceses del sur. Su área de 5,34 km² (2002) no es, sin embargo, tan grande como la del glaciar de la Girosa y el glaciar del Mont-de-Lans, que forman un sistema común.
El glaciar Blanco es un típico glaciar de valle, que inicialmente discurre haciendo una curva hacia el noreste por debajo del Barre, antes de que su lengua gire hacia el sureste, convirtiéndose en una cascada de hielo. Su inclinación media es de alrededor del 30%, pero es más plana en su sección central que en la vertiente norte de la Barre des Écrins o en la cascada de hielo de su sección inferior.
El glaciar está limitado orográficamente a la izquierda por, entre otras, las cumbres de la Roche Faurio (3.730 m), el Pic de Neige Cordier (3.614 m) y la Montagne des Agneaux (3.664 m). La Crête de l'Encoula forma la frontera sur, que se extiende desde la Barre des Écrins sobre Barre Noir (3.661 m), Pointe Mettrier (3.664 m) y Pointe de la Grande Sagne (3.660 m) hasta Pointe du Serre Subeyran ). Entre los picos que rodean la cuenca glacial se encuentran los glaciares laterales más pequeños que alimentan
la corriente principal

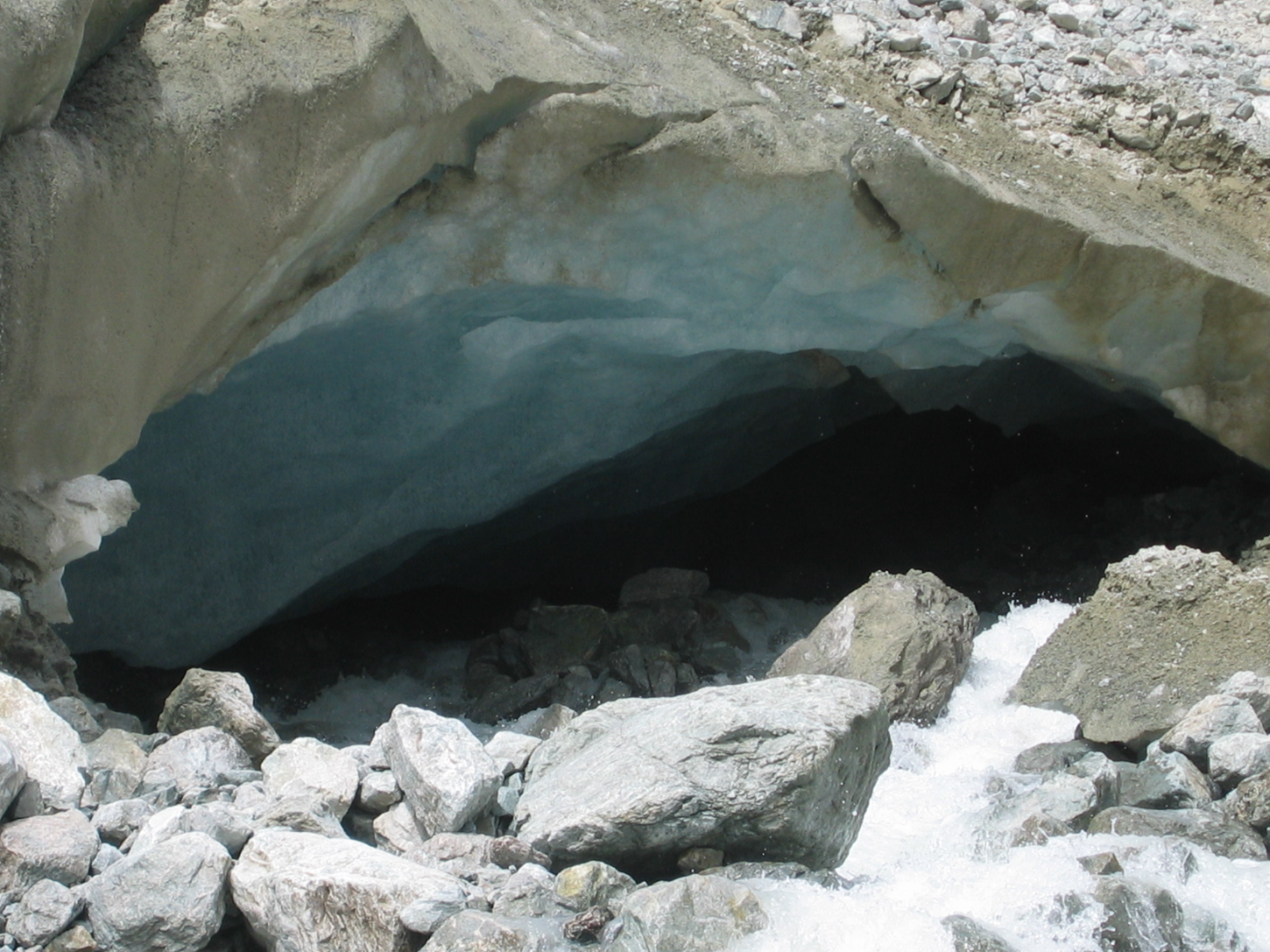
Salida del glaciar Blanco

En su sección central, la corriente principal (excluyendo los glaciares laterales) del glaciar Blanco tiene unos 800 a 1000 metros de ancho. La mayor profundidad de hielo está en el Refugio de Écrins donde llega hasta los 250 metros de profundidad; unos 30 metros menos que en 1985. 
El glaciar fluye a una velocidad de alrededor de 40 metros por año en su sección central (a mediados de la década de 1980 se fluía a 50 m / año) y a unos 30 metros por año cerca de su frente.  Su tiempo de reacción, es decir, el tiempo que transcurre antes de que el pie del glaciar avance o retroceda debido a cambios importantes en las condiciones en la zona de acumulación, es de aproximadamente 6 años en el caso del glaciar Blanco. Desde su nacimiento a más de 4.000 m de altura hasta su pie, actualmente (2010) a unos 2.400 m (2002: 2.315 m) el glaciar Blanco desciende a una altitud de unos 1.600 metros.
La primera línea del glaciar Blanco, que separa la zona de acumulación de la zona de ablación, se encuentra en las laderas septentrionales a una altitud de 2.750 m aproximadamente y en los flancos meridionales a unos 2.950 m. El balance de masa del glaciar, un indicador de su salud, no ha sido investigado completamente.
El glaciar Blanco desagua por el Torrente del Glaciar Blanco, el Gyr, el Gyronde, el Durance y finalmente el Ródano en el mar Mediterráneo.

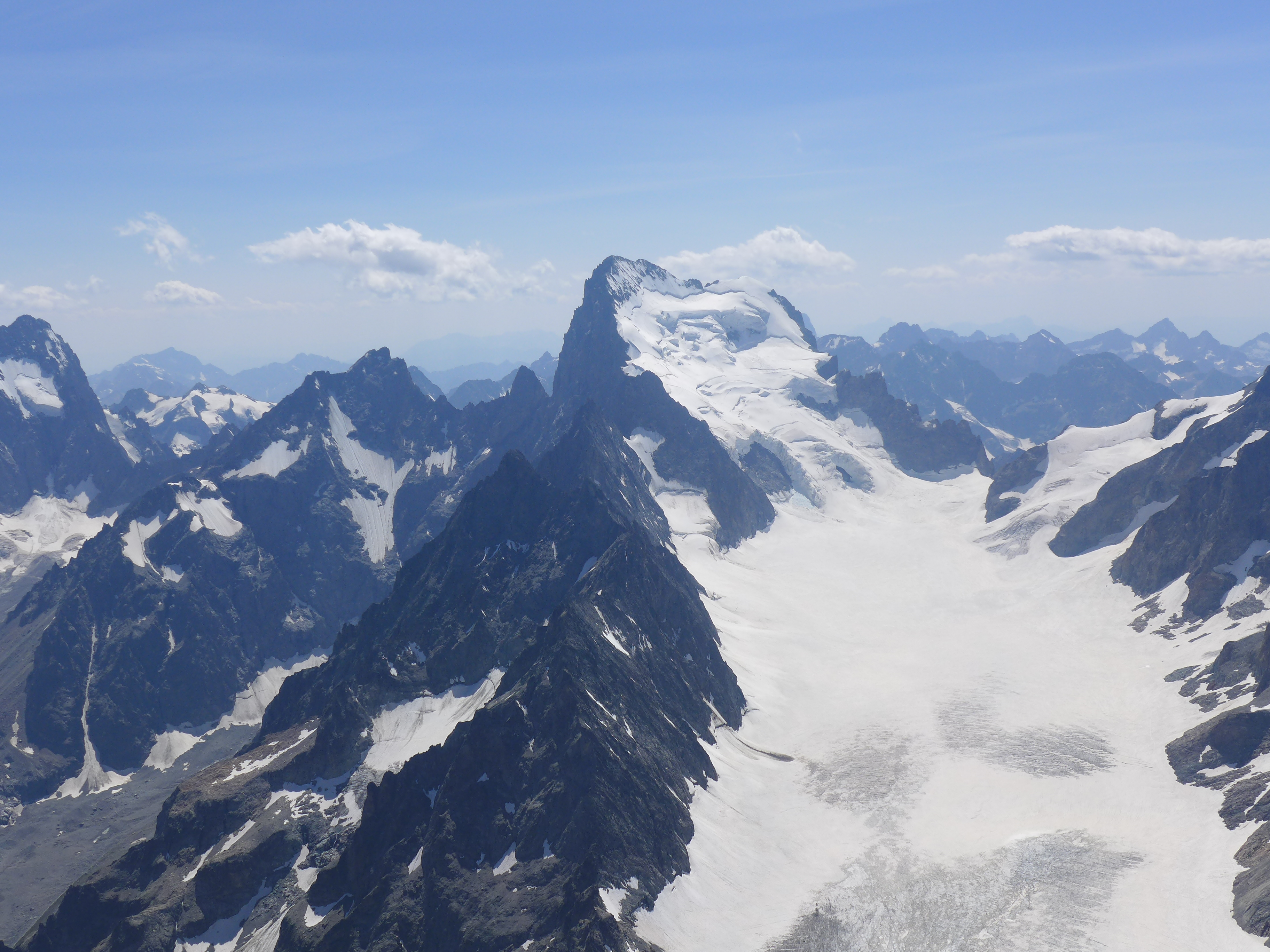
Barre des Écrins (4,102 m) en Altos Alpes, Francia y el Glaciar Blanco

## Desarrollo histórico

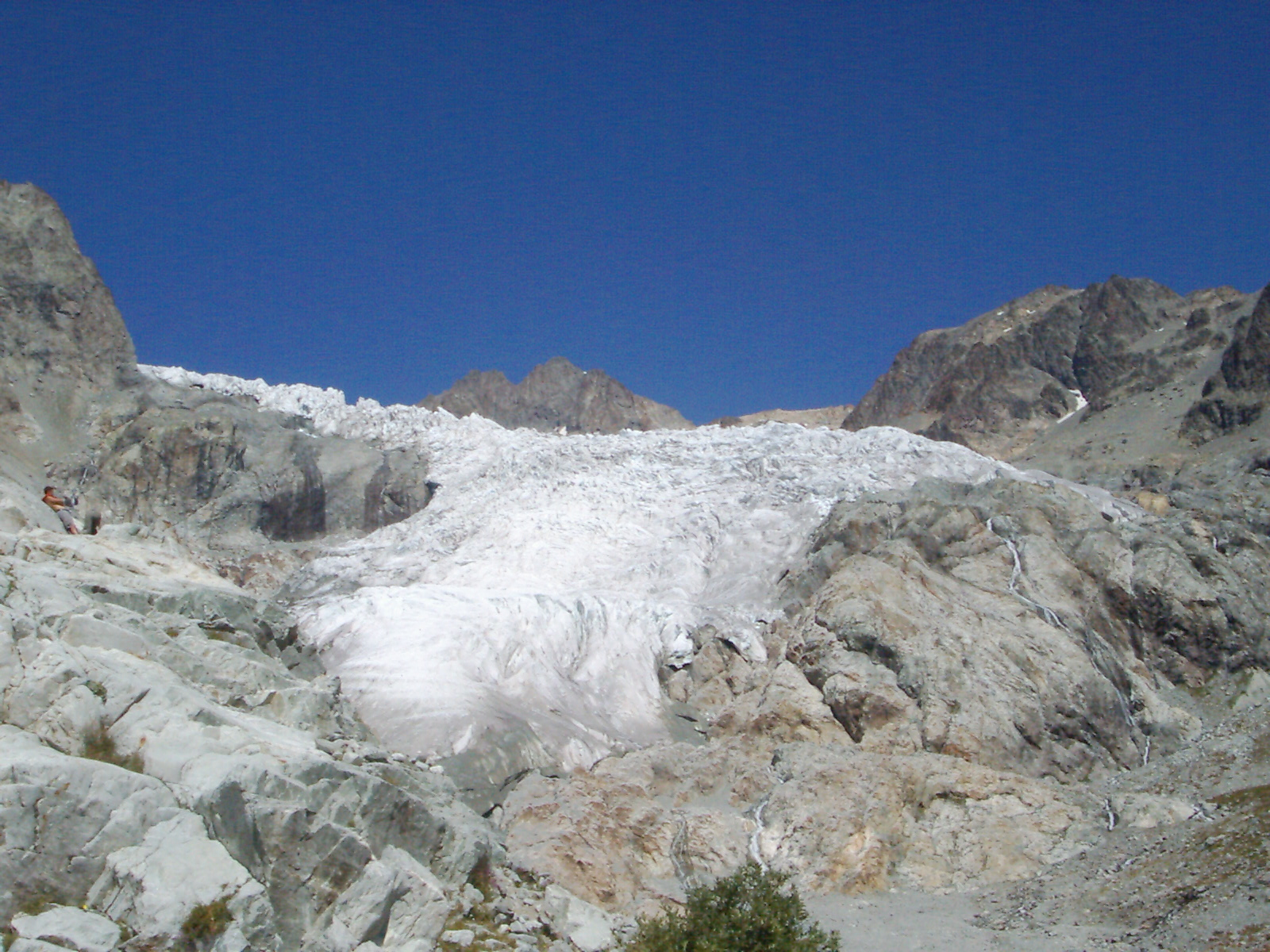
El frente del Glaciar Blanco en 2004

Al igual que ocurre con casi todos los glaciares alpinos, el frente del Glaciar Blanco se ha retirado. En épocas anteriores, la más reciente en 1866, formó un único sistema glacial con su vecino del sur, el glaciar Noir cubierto de morrena, cuyos arroyos se unieron por encima del Pré de Madame Carle.
Durante la Pequeña Edad de Hielo, el sistema de hielo combinado alcanzó su máxima extensión en 1815 y terminó aproximadamente a la altura de la Choza de Cezanne (1,874 m).

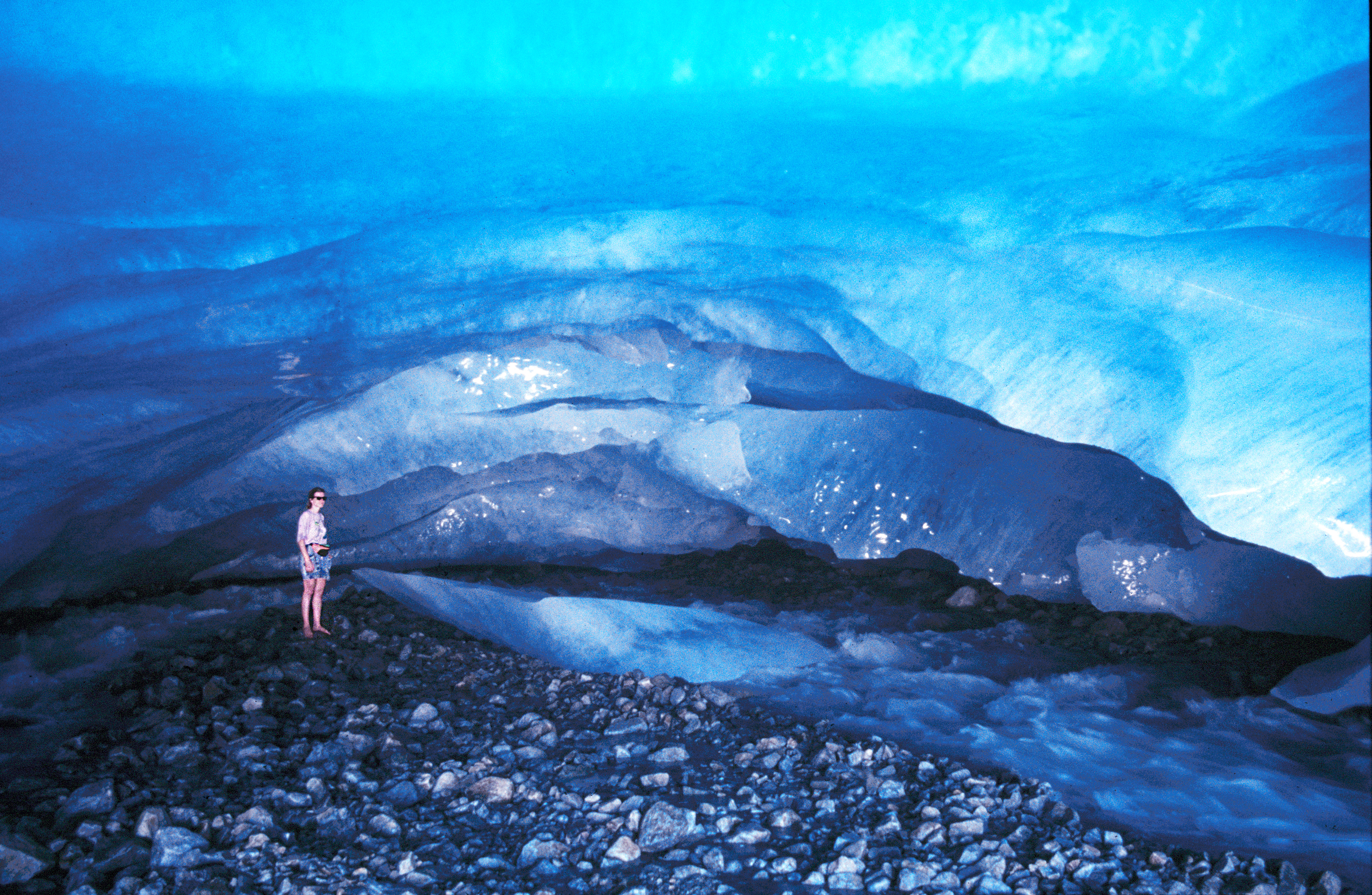
Canal subglacial del Glaciar Blanco

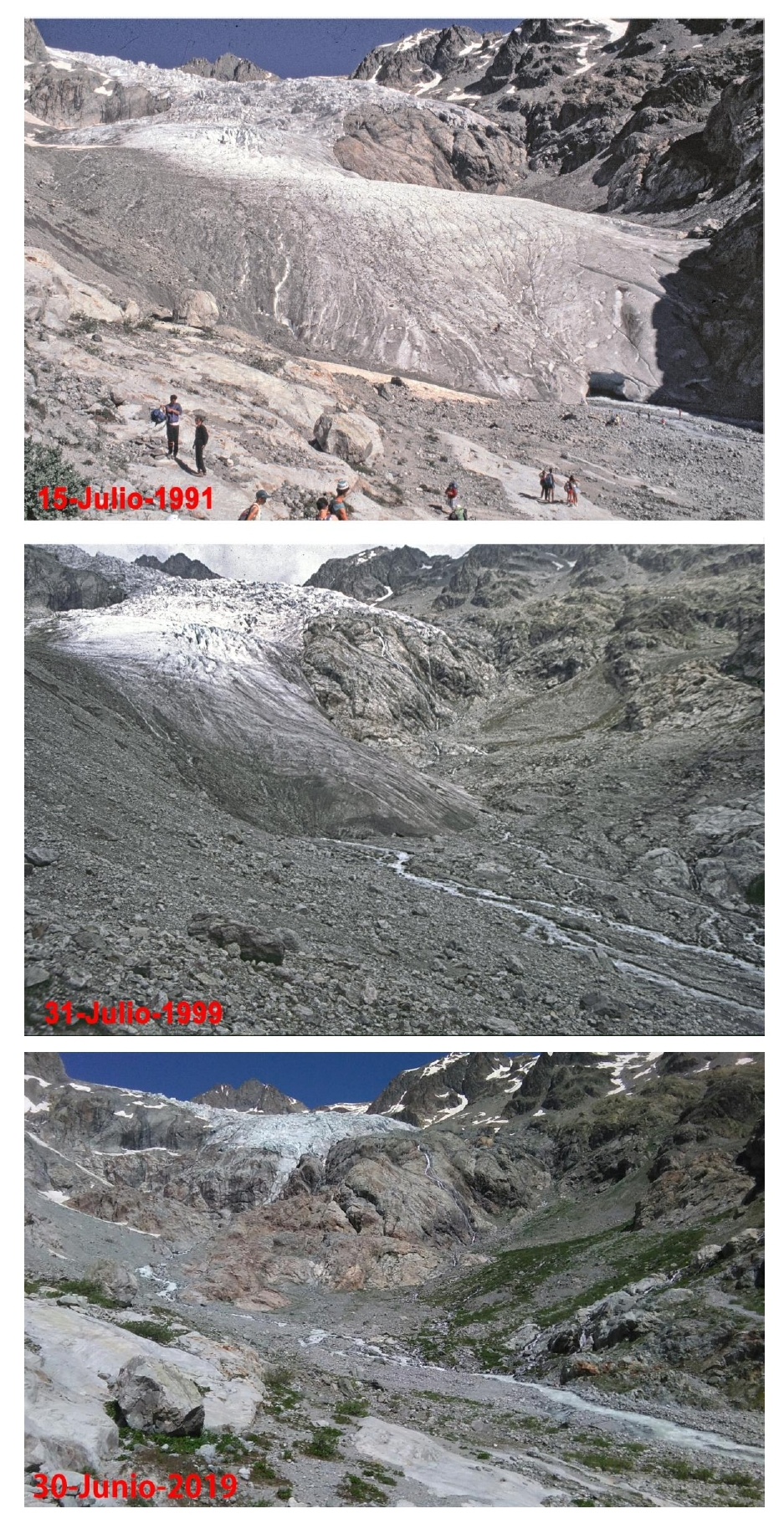
Retroceso de un glaciar de valle o alpino - Glacier Blanc (PN Ecrins, Alpes, Francia) en 1991-1999-2019

A partir de 2010, la lengua del glaciar Blanco se encuentra a una altitud de unos 2400 m. En el siglo XX se estima que retrocedió en aproximadamente 1 km, acompañado por una reducción de área de unos 2 km². Sólo entre 1989 y 1999 el glaciar perdió unos 210 metros; retrocedió otros 300 metros en los años hasta el 2006. El espesor del hielo en el centro se redujo en el período de 1981 a 2002 en 13,5 metros, una pérdida estimada en volumen de 70 millones de m³ de hielo.
Cuando de 2010 la lengua del Glaciar Blanc mentiras en una altura de aproximadamente 2,400 m. En el siglo XX está estimado que retroceda por aproximadamente 1 km, acompañado por una reducción en área de algunos 2 km².Entre 1989 y 1999 sólo el glaciar perdió aproximadamente 210 metros;  retroceda un más lejano 300 metros en los años a 2006. El grosor de hielo en el centro reducido durante el periodo de 1981 a 2002 por 13.5 metros, una pérdida estimada en volumen de 70 millones m³ de hielo.